# Giovanni Emanuele Elia
Giovanni Emanuele Elia (Torino, 15 marzo 1866 – Roma, 17 dicembre 1935) è stato un nobile e inventore italiano.

## Biografia
Giovanni Emanuele Elia, nobiluomo di origini torinesi, era conte di San Valentino.
Inventò le torpedini da blocco usate dall'Intesa durante la prima guerra mondiale. Fu inoltre presidente della Società geografica italiana.
Nel 1921 acquistò una antica villa rustica ai Parioli che fece restaurare dall'architetto Carlo Busiri Vici, tra il 1922 e il 1924, trasformandola in una villa prestigiosa. La nuova villa si chiamava Villa San Valentino, che venduta nel 1945 dalla vedova Beatrice Benini, figlia di Pietro Benini, prese il nome di Villa Elia Lusa attuale ambasciata del Portogallo presso la Santa Sede.
Giovanni Emanuele Elia era il padre di Maria Elia De Seta Pignatelli.